# Polimeraza ribonukleinske kiseline
Polimeraza ribonukleinske kiseline (skraćeno: polimeraza RNK-a) ili RNK polimeraza je enzim koji katalizira stvaranje lanca ribonukleinske kiseline. Obavlja transkripciju. Mjesto u genu na koje se veže polimeraza RNK-a nazivamo promotor.
Bjelančevine koje nazivamo prijepisni čimbenici pomažu RNK polimerazi prepoznavanje i vezanje za promotor. Ako se na operator, odnosno na prigušivačku regiju smjesti represor, tad mu polimeraza RNK ne može pristupiti i transkripcija se neće odviti.